# Xóchitl Gálvez
Pour les articles homonymes, voir Gálvez.
Bertha Xóchitl Gálvez Ruiz, dite Xóchitl Gálvez, née le 22 février 1963, est une femme politique et cheffe d'entreprise mexicaine, proche du Parti action nationale.
D'origine otomi, une ethnie indigène du Mexique, elle est directrice de l'Instituto Nacional de los Pueblos Indígenas de 2003 à 2004, maire de Miguel Hidalgo de 2015 à 2018, et sénatrice au Congrès de l'Union de 2018 à 2023. Elle est candidate à l'élection présidentielle de 2024.

## Biographie

### Jeunesse et formation
Bertha Xóchitl Gálvez Ruiz est née dans une famille pauvre et doit travailler durant son enfance. Elle grandit dans l'État d'Hidalgo, dans le centre du pays, et intègre l'université nationale autonome du Mexique, dont elle sort diplômée en informatique. Elle fonde une entreprise dans ce secteur avant de s'engager dans une carrière politique. D'origine otomi, une ethnie indigène du Mexique, elle revendique cette identité et porte toujours en public des huipils, le vêtement mexicain brodé.

### Carrière politique

#### Débuts
Xóchitl Gálvez dirige la Commission des peuples indigènes sous le gouvernement du président Vicente Fox (2000-2006). Elle est l'unique  fonctionnaire d'origine indigène de l'administration Fox et plaide, lors des négociations avec la rébellion zapatiste au Chiapas, pour le droit à l'autonomie des indigènes.
Elle est élue en 2015 maire de Miguel Hidalgo, un arrondissement bourgeois de Mexico, sous étiquette du PAN. Elle exerce son mandat du 1er octobre 2015 au 15 mars 2018. Elle est ensuite sénatrice de 2018 à 2023.

#### Élection présidentielle de 2024
Xóchitl Gálvez est candidate aux primaires de la coalition d'opposition pour l’élection présidentielle de 2024. Elle prend l’ascendant dans les sondages sur les caciques de la coalition, qui réunit le Parti action nationale, le Parti révolutionnaire institutionnel (PRI) et le Parti de la révolution démocratique (PRD), face au Mouvement de régénération nationale (MORENA) du président sortant Andrés Manuel López Obrador qui achève son mandat avec plus de 60 % d'opinions favorables, un taux de popularité historiquement élevé au Mexique. Ses origines modestes la distinguent des autres figures politiques de l'opposition conservatrices au Mexique, habituellement issues de familles privilégiées d'origines européennes. Elle est officiellement désignée candidate de la coalition début septembre 2023. Elle est soutenue par l’élite économique et l’intelligentsia conservatrice. Elle affronte Claudia Sheinbaum, candidate du MORENA et favorite des sondages.
Durant sa campagne présidentielle, Gálvez se distingue en reprenant des thématiques traditionnelles de la gauche (droit à l’avortement, défense des personnes LGBT, aides sociales), mais suscite le rejet d’une partie de la droite militante de son parti. Sur les questions économiques, elle entend donner toute liberté à l’initiative privée pour réguler marchés et salaires et se fait le « chantre de la réussite individuelle et de l'ascension sociale ». Elle s'engage à maintenir les programmes sociaux hérités du mandat de López Obrador. Selon le politologue Carlos A. Pérez Ricart, « la candidature de Xóchitl Gálvez est l’une des grandes victoires de López Obrador. Le curseur s’est tellement déplacé vers la gauche que la candidate de droite se comporte comme si elle était presque de gauche ».
Elle reconnait sa défaite face à Claudia Sheinbaum dans la nuit du 2 juin au 3 juin 2024, ayant obtenu 27,91 % des suffrages exprimés. Cependant, elle dénonce une « lutte inégale » et le favoritisme dont aurait bénéficié son adversaire de la part du gouvernement et annonce son intention de déposer des recours.